# The Ice Road
The Ice Road (bra: Missão Resgate; prt: The Ice Road: Missão de Risco) é um filme de suspense de ação americano de 2021 escrito e dirigido por Jonathan Hensleigh.[carece de fontes?] O filme segue a história de um motorista de caminhão que lidera uma perigosa missão de resgate sobre um oceano congelado para salvar os trabalhadores presos na mina que desabou.[carece de fontes?]

## Elenco
- Liam Neeson - Mike McCann
- Laurence Fishburne - Jim Goldenrod
- Benjamin Walker - Tom Varnay
- Amber Midthunder - Tantoo
- Marcus Thomas - Gurty McCann
- Holt McCallany - Rene Lampard
- Martin Sensmeier - Cody
- Matt McCoy - George Sickle
- Matt Salinger - CEO Thomason

## Lançamento
Em março de 2021, a Netflix adquiriu os direitos de distribuição do filme nos Estados Unidos por 18 milhões de dólares, e ele foi lançado digitalmente no serviço em 25 de junho de 2021. Foi o filme mais transmitido do serviço em seu fim de semana de estreia. Os distribuidores variam em outros países, incluindo Amazon Prime Video no Reino Unido, Imagem Filmes/California Filmes no Brasil e Cinemas NOS em Portugal.

## Recepção
No agregador de críticas Rotten Tomatoes, que categoriza as opiniões apenas como positivas ou negativas, o filme tem um índice de aprovação de 42% calculado com base em 84 comentários dos críticos que é seguido do consenso: "Liam Neeson continua sendo um herói de ação de primeira linha; infelizmente, como várias de seus lançamentos do gênero, The Ice Road é (...) pavimentado com previsibilidade." No Metacritic, o filme tem uma pontuação média ponderada de 41 de 100 com base em 22 críticos, indicando "críticas mistas ou médias".
Alonso Duralde do TheWrap criticou o "francamente risível VFX"(efeitos visuais) e escreveu: "A estrada do gelo é tão freqüentemente inepta e pesada que nem mesmo a presença confiável de Liam Neeson pode resgatá-la." Waldemar Dalenogare classificou a produção como mais um Filme B estrelado por Liam Neeson e que talvez "entre na máxima do tão ruim que é bom, dependendo da sua abordagem".